# (1992) Galvarino
(1992) Galvarino – planetoida z pasa głównego asteroid okrążająca Słońce w ciągu 5 lat i 68 dni w średniej odległości 3 j.a. Została odkryta 18 lipca 1968 roku w Cerro El Roble Station przez Carlosa Torresa. Nazwa planetoidy pochodzi od indiańskiego wodza Galvarino okaleczonego przez hiszpańskich żołnierzy poprzez obcięcie rąk, a następnie uwolnionego jako żywy przykład dla innych Indian. Ponieważ nie zezwolono mu na śmierć, obiecał zemstę oraz kontynuował walkę z najeźdźcami. Przed jej nadaniem planetoida nosiła oznaczenie tymczasowe (1992) 1968 OD.